# Star Wars: Empire at War - Forces of Corruption
Star Wars: Empire at War - Forces of Corruption est une extension du jeu vidéo de stratégie en temps réel Star Wars: Empire at War, développée par Petroglyph Games et publiée par LucasArts le 24 octobre 2006 sur PC.

## Système de jeu
Le mode campagne, dont le début se situe peu avant Un nouvel espoir, retrace l'ascension de Tyber Zann au pouvoir. À la suite d'une trahison de Jabba le Hutt (à propos d'un artefact Sith), Zann se trouve enfermé sur Kessel. Mais Urai Fen, le garde du corps de Tyber, approche de la planète carcérale à bord du vaisseau qu'il s'est procuré, le Faucon Millénium, piloté par Han Solo. Après l'évasion de Tyber, celui-ci s'occupe de l'artefact. Mais pour qu'il révèle ses secrets, il faut des clés de cryptages. Et elles se situent dans des entrepôts secrets de l'Empereur... Or, les rebelles ont aidé Tyber. La destruction de l'Étoile Noire a permis à Zann de retrouver plusieurs banques de données. L'une d'elles contient des clés de cryptages, et une autre parle du nouveau vaisseau de l'Empereur, l'Eclipse (qui impose le respect avec ses 17,5 km de long, son superlaser de proue et sa coque entièrement noire). Mais, avant de s'en emparer, Zann doit déjà perfectionner son armée : vols de technologies, appropriation d'une usine de droïdekas abandonnée après la guerre des clones, racket de gouvernement planétaires, assassinats...

## Accueil
| Forces of Corruption  |      |       |
| Média                 | Pays | Notes |
| GameSpot              | US   | 81 %  |
| IGN                   | US   | 85 %  |
| Jeuxvideo.com         | FR   | 13/20 |
| Joystick              | FR   | 5/10  |
| Compilations de notes |      |       |
| Metacritic            | US   | 75 %  |